# Anima (forening)
 For alternative betydninger, se Anima. (Se også artikler, som begynder med Anima)
Anima er en dansk dyreværnsforening, som kæmper for at dyr har grundlæggende rettigheder. Foreningen blev oprettet i 2000 og arbejder bl.a. via virksomhedssamarbejde, forbrugeroplysning, mediekampagner samt politisk samarbejde.

## Kampagner og resultater
Anima har altid flere kampagner i gang på samme tid og stopper ikke en kampagne, før den er vundet.
Blandt foreningens vigtigste kampagner er følgende:

### Kampagner for dyr i landbruget
Animas kampagner fokuserer hovedsageligt på dyr i landbruget, da foreningen mener det er her flest dyr lider mest.
Foreningens har bl.a. arbejdet for at stoppe salget af buræg, der i dag er fjernet fra alle danske supermarkeder. Anima har bl.a. dokumenteret livet for burhøns i filmen Mit liv som burhøne, der blev set af over 900.000 danskere, samt udgivet billeder fra produktion af skrabeæg Anima afleverede i 2022 54.000 underskrifter til Fødevareminister Rasmus Prehn kort inden denne fremsatte lovgivning til at forbyde burhøns i Danmark
Fra 2019 satte foreningen fokus på turbokyllinger. Turbokylling er et ord som beskriver kyllingeracer, der vokser særligt hurtigt, især racen Ross308. Kampagnen medførte bl.a. at ordet turbokylling blev tilføjet den danske ordbog
I 2020 resulterede kampagnen i at de første supermarkeder i Danmark begyndte at udfase turbokyllinger fra dele af deres sortiment. Anima samarbejdede med Lidl og Aldi. Disse beslutninger påvirkede op til 5,1 millioner dyr om året.  Senere medførte kampagner fra Anima, at Nemlig.com , REMA 1000 og Salling Group  også begyndte udfasning af turbokyllinger. Anima kritiserede Coop Danmark for ikke at følge de andre supermarkeder.
For at vise turbokyllingernes liv udlovede Anima 500.000 i dusør til de producenter, der ville åbne deres farme med turbokyllinger og give Anima uhindret adgang til at filme dyrenes forhold.
I 2016 udgav foreningen videoen Mød dit kød Den viste grise, fjerkræs og køers liv fra fødsel til slagtning i landbruget i Danmark. Ifølge videoen viste den danske forhold, men ifølge Landbrugsavisen stammede flere af klippene fra udlandet. Anima imødegik kritikken ved at publicere lignende klip fra Danmark, som foreningen ikke havde rettigheder til at lade indgå i filmen.
Anima har flere gange udgivet optagelser af tvangsfodring af gæs og ænder i produktionen af foie gras. Foreningen vedligeholder en liste over foie gras fri virksomheder

### Kampagner for famliedyr og dyr i underholdning
Mange af Animas kampagner mod dyremishandling er også rettet mod politikere. I 2003 samlede Anima i samarbejde med
Inges Kattehjem og DKK 200.000 underskrifter for et forbud mod skind fra hunde og katte. Underskrifterne blev afleveret til justitsminister Lene Espersen. Indsamlingen førte til et importforbud af hunde- og kattepels samme år.
Foreningen har bl.a. arbejdet mod drab på familiedyr op til sportsbegivenheder som VM og OL og på at sikre bedre forhold for familiedyr. Internationalt har foreningen flere gange deltaget i redninger af hunde- og katte fra kødindustrien
I Danmark har Anima bl.a. haft fokus på indførsel af et dyrepoliti, som foreningen mener er nødvendigt for at sikre, at myndigheder tager sager om vold og overgreb mod dyr alvorligt. Efter et dyrepoliti blev indført som forsøgsordning med 3 specialiserede dyreværnsenheder i 2019  startede Anima en kampagne for at hæve straffen for forbrydelser mod dyr og for at give politiet flere beføjelser til at efterforske disse sager. 
I 2021 samarbejdede Anima igen med Inges Kattehjem, Kattens Værn og DOSO om en kampagne for at sikre øget mærkning af katte. Håbet var at løfte kattes status og derved at sikre færre ejerløse katte og øge antallet af katte, der bliver neutraliseret. Foreningen indsamlede 45.000 underskrifter til Fødevareminister Mogens Jensen, der senere ændrede loven om mark- og vejfred. Med den nye lov fik internater bedre mulighed for hurtigt at formidle katte, der ikke var registreret. Kun ved at registrere sin kat har man efter lovændringen retten til denne.

### Kampagner for pelsdyr
Stop for pelsindustrien har været blandt Animas mærkesager og foreningen har aktioneret mod minkavl og opdræt af andre pelsdyr. I 2006 fik Anima indsamlet over 20.000 underskrifter for et forbud mod rævefarme, som blev afleveret til justitsministeren. I 2009 udgav foreningen sammen med TV2 og Ekstra Bladet billeder fra danske rævefarme, og samme år blev det forbudt i Danmark at opdrætte ræve for deres pels.
Medlemmer af foreningen er blevet dømt for brandstiftelse mod minkfarme og for at sætte mink ud i naturen.
Foreningen har dog altid taget skarpt afstand fra dette og fokuseret på meningsdannelse og forbrugerboykot. Ved at informere befolkningen og virksomheder om dyremishandling og dyrs forhold håber foreningen at få folk til at tage afstand fra det.
Igennem mange år har Anima ført kampagner og dialog med virksomheder om at stoppe deres brug af pels. Det har bl.a. fået virksomheder som IC Group, Magasin Gucci og Prada Foreningen er medstifter af programmet Fur Free Retailer, der drives af koalitionen Fur Free Alliance, som i 2023 certificerede over 1500 pelsfri modefirmaer

## Medlemmer og samarbejde
Anima blev oprettet i 2000 og havde oprindelig kun syv medlemmer. Medlemstallet steg dog hurtigt, og i 2009 havde foreningen ca. 5000 medlemmer.
Foreningen samarbejder i mange internationale koalitioner. Anima er medlem bl.a. en del af Eurogroup for Animals, Open Wing Alliance, Dolphinarium Free Europe og Cruelty Free Europe. Samtidig har foreningen gennem mange år været ledere af Fur Free Alliance.
Anima har foruden hovedkontoret i København en international afdeling som hedder Anima International der har afdelinger i Ukraine, Polen, Frankrig, England, Bulgarien, Norge og Danmark. Anima International er af Animal Charity Evaluators blevet bedømt som Top Charity i 2019-20 og Standout Charity i 2021
I Danmark er Anima formand for de danske dyreværnsorganisationers samarbejdsorganisation DOSO Lina Lind Christensen blev i 2023 valgt til denne rolle. Hun repræsenterer samtidig Anima i Det Dyreetiske Råd 

## Kritik
Som en udløber af foreningens aktioner mod minkfarmere, stævnede næstformanden i Kopenhagen Fur Anima med påstand om, at foreningen skulle dømmes for injurier. Sagen blev prøvet ved flere retsinstanser. I Byretten blev Anima frikendt, men i Østre Landsret blev foreningen dømt. I Højesteret indgik parterne et forlig, som indebærer, at Anima har ret til generelt at omtale minkindustrien som "dyremishandling", men ikke uden videre kan anklage konkrete farmere for mishandling.